# Cercle (France)
Pour les articles homonymes, voir cercle (homonymie).

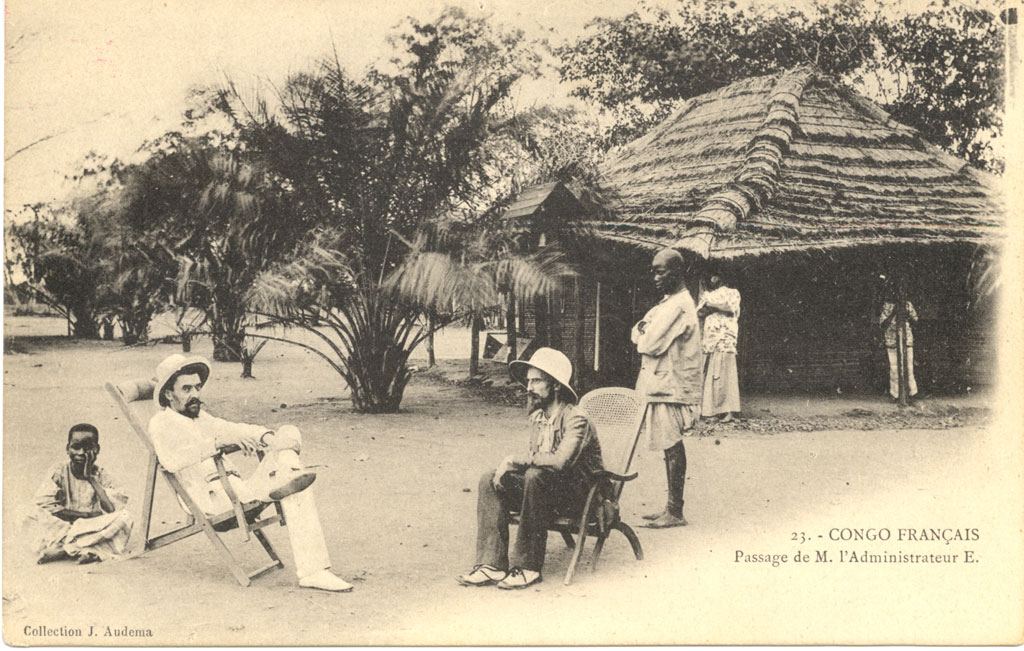
Un administrateur colonial français en « excursion » dans un avant-poste, 1905.

Le  cercle  était la plus petite unité de l'administration dans les colonies africaines de la France de 1895 à 1946 dirigée par un Européen. Un cercle était composé de plusieurs cantons, qui eux-mêmes se composaient de plusieurs villages.
Le commandant de cercle était sous l'autorité du commandant de zone, qui lui-même relevait du gouvernement de la colonie. Il était indépendant de la structure militaire (en dehors des secteurs militaires, tel le Niger et la Mauritanie, avant la Seconde Guerre mondiale).
Au-dessous du commandant de cercle étaient placés des chefs de canton puis des Chefs du Village. Les chefs étaient nommés par les Français.
Après 1945 dans la zone d'occupation française en Allemagne le deuxième niveau des collectivités territoriales a aussi été appelé cercle. 

## Le système de l'Indigénat
Les commandants de cercle et les commandants de zone étaient également les juges du Code de l'Indigénat dans leur secteur. Ils devaient inspecter de façon régulières leurs secteurs pour contrôler la levée des impôts et la réalisation des prestations, pour mettre en application les projets politiques et économiques du gouverneur colonial, du ministère des colonies puis de l'outre-mer français, ou de leur propre initiative.

## Subordonnés
Il y avait dans le cercle des fonctionnaires indigènes, tels que les chefs locaux désignés, les surveillants des travaux forcés, des récoltes forcées et des impôts en nature.
Des Gardes de cercle ont été utilisés en tant que police auxiliaire pour soutenir les administrateurs coloniaux locaux.

## Indépendance
Légalement l'indigénat et le pouvoir des commandants de cercle ont été démantelés en trois étapes :
L'ordonnance du 7 mai 1944 a supprimé les punitions, et la citoyenneté a été offerte à ceux qui ont répondu à certains critères et abandonneraient leurs droits d'indigènes ou de musulmans. Cette citoyenneté était personnelle, leurs enfants tombaient toujours sous l'Indigénat.
La Loi Lamine Guèye du 7 avril 1946 a formellement établi la citoyenneté à travers l'empire, indigènes inclus.
La loi du 20 septembre 1947 a supprimé le système judiciaire à deux niveaux et prononcé l'égalité d'accès aux emplois publics.
Réduit à une subdivision politique équivalente à un département, le nom de Cercle a maintenu des connotations impériales et a été changé par la plupart des nations à la suite de leur indépendance.
Le Mali est la seule nation d'Afrique subsaharienne à maintenir le terme de cercle comme subdivisions aujourd'hui.